# Mantūr
Mantūr är en ort i Indien.   Den ligger i distriktet Bagalkot och delstaten Karnataka, i den sydvästra delen av landet, 1 400 km söder om huvudstaden New Delhi. Mantūr ligger 550 meter över havet och antalet invånare är 6 297.
Terrängen runt Mantūr är huvudsakligen platt, men österut är den kuperad. Runt Mantūr är det ganska tätbefolkat, med 239 invånare per kvadratkilometer. Närmaste större samhälle är Mudhol, 11,5 km sydväst om Mantūr. Trakten runt Mantūr består till största delen av jordbruksmark.